# Sarah J. Maas
Sarah Janet Maas (n. 5 martie 1986, New York City, New York, SUA) este o scriitoare americană, cunoscută pentru seriile sale de cărți intitulate „Tronul de cleștar”, publicată în anul 2012, și „Regatul spinilor și al trandafirilor”, publicată în anul 2015. Cea mai nouă carte publicată este „Orașul semilunii”.

## Biografie
Sarah J. Maas s-a născut la New York în data de 5 martie 1986.
În 2008 a absolvit cu magna cum laude colegiul Hamilton, din Clinton, New York, unde s-a specializat în scrierea creativă și studii religioase.

## Carieră
Maas a început să lucreze la seria sa de debut, „Tronul de cleștar”, de la vârsta de șaisprezece ani. După redactarea mai multor capitole din carte, intitulată la acel moment „Regina de cleștar”, scriitoarea le-a postat pe site-ul FictionPress.com, unde a fost cea mai populară poveste de pe site. A fost ștearsă atunci când Sarah s-a decis să publice cartea.

## Lucrări publicate
Seria „Tronul de cleștar”
- Tronul de cleștar (2012)
- Diamantul de la miezul nopții (2013)
- Moștenitoarea focului (2014)
- Regina umbrelor (2015)
- Imperiul furtunilor (2016)
- Turnul zorilor (2017)
- Tărâmul de cenușă ( 2018)

Seria „Regatul spinilor și al trandafirilor”
- Regatul spinilor și al trandafirilor (2015)
- Regatul ceții și al furiei (2016)
- Regatul aripilor și al pieirii (2017)
- Regatul ghețurilor și al înstelării (2018)

Seria „Orașul semilunii”
- Orașul semilunii. Casa pământului și a sângelui (2020)
- Orașul Semilunii. Casa cerului si a aerului. (2022)
- Orașul Semilunii. Casa focului si a umbrei. (2023)